# Wąska Turnia
Wąska Turnia (słow. Štíhla veža) – turnia stanowiąca punkt kulminacyjny Filara Kulczyńskiego (południowo-zachodni filar Małego Lodowego Szczytu) i południowej ściany Małego Lodowego Szczytu w słowackiej części Tatr Wysokich. Od kopuły szczytowej Małego Lodowego Szczytu znajdującej się na północy oddziela ją niewielka przełęcz zwana Wąskim Przechodem. Na wierzchołek Wąskiej Turni nie prowadzą żadne znakowane szlaki turystyczne, jest ona dostępna jedynie dla taterników.

## Historia
Pierwsze wejścia turystyczne:
- Władysław Kulczyński junior i Jerzy Rotwand, 31 sierpnia 1912 r. – letnie
- Luboš Hofírek i Vlastimil Šmída, 19 lutego 1954 r. – zimowe.